# Už (přítok Pripjati)
Už (ukrajinsky Уж) je řeka protékající Žytomyrskou a Kyjevskou oblasti na severní Ukrajině, pravý přítok řeky Pripjať nedaleko před jejím ústím do Kyjevské přehrady. Je 256 km dlouhá a její povodí má rozlohu 8 080 km².

## Průběh toku
Už pramení v Jemilčynském rajónu v Žytomyrské oblasti. Teče na severovýchod, protéká městem Korosteň, pak se stáčí zhruba na východ a na území Kyjevské oblasti se u města Černobyl vlévá do řeky Pripjať.